# Fontaine de Neptune, Piazza del Popolo (Rome)
Ne pas confondre avec la Fontaine de Neptune de la piazza Navona.
La fontaine de Neptune (Fontana del Nettuno) est une fontaine monumentale située Piazza del Popolo à Rome. Elle a été construite en 1822-23 à l'extrémité d'un aqueduc nouvellement construit , l'Acqua Vergine Nuovo. Les fontaines de La Piazza del Popolo ont été l'œuvre de Giovanni Ceccarini. La Fontaine de Neptune est située sur le côté ouest de la place, et montre Neptune avec son Trident, accompagné par deux Tritons. Elle est de style néo-classique. 